# Yamatocallis brevicauda
Yamatocallis brevicauda är en insektsart. Yamatocallis brevicauda ingår i släktet Yamatocallis och familjen långrörsbladlöss. Inga underarter finns listade i Catalogue of Life.